# Baek (Groß Pankow)
Baek ist ein Ortsteil der Gemeinde Groß Pankow im Landkreis Prignitz in Brandenburg.

## Geografie
Baek befindet sich etwa zehn Kilometer nordwestlich vom Zentrum der Gemeinde Groß Pankow. Zu Baek gehört der Gemeindeteil Strigleben.

## Geschichte
1343 wurde Baek das erste Mal erkundlich erwähnt. Am 31. Dezember 2002 wurde es nach Groß Pankow eingemeindet. 

## Infrastruktur
Im Dorf sind ein Bäcker, ein Schreiner, ein Schlosser, ein Friseur, eine Agrargenossenschaft und zwei ökologisch wirtschaftende Wiedereinrichter ansässig.
Des Weiteren gibt es im Dorf eine Kindertagesstätte nach Montessoripädagogik und eine Grundschule.

## Kultur und Sehenswürdigkeiten
- Dorfkirche

## Verkehrsanbindung
Durch Baek verläuft die Landstraße 103. Baek besaß auch einen eigenen Bahnhof an der Westprignitzer Kreisringbahn. Dieser wurde aber am 27. September 1975 stillgelegt. Die nächstgelegenen Bahnhöfe sind heute Groß Pankow und Karstädt. Außerdem halten in Baek die Buslinien 931 und 933.   